# Rogelio López Espinoza
Rogelio López Espinoza, es “Maestro Investigador, Escritor y Artista” laguense. Se dedica a la docencia, a la investigación y a la fotografía.  
Nació el 16 de septiembre de 1950 en Lagos de Moreno, Jalisco. Es licenciado y maestro en Lenguas y Literaturas Hispánicas por la Facultad de Filosofía y Letras de la Universidad Nacional Autónoma de México (UNAM). 
El maestro López Espinoza ha difundido novedosos e inéditos estudios sobre la historia de Lagos de Moreno, de Jalisco y de México, a través de importantes libros que lo han colocado como el mejor biógrafo de personajes como Pedro Moreno (insurgente), Rita Pérez Jiménez, Francisco  Primo de Verdad y Ramos, y José Rosas Moreno.

## Trayectoria

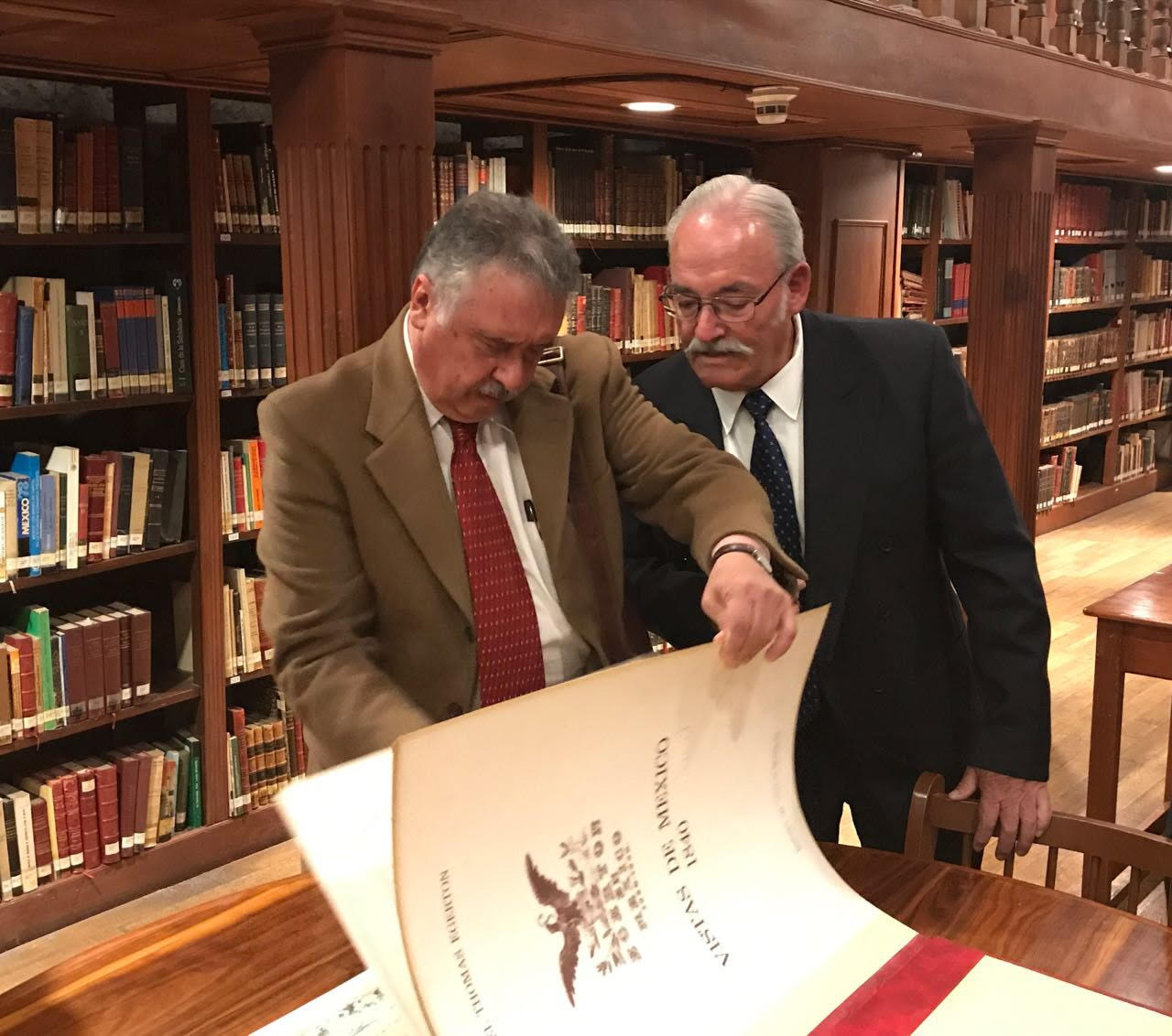
Rogelio López Espinoza y Óscar González Azuela, ambos Cronistas Colegiados de Lagos de Moreno, en la biblioteca de la Sociedad Mexicana de Geografía y Estadística (21 de julio de 2017).

Desde que culminó sus estudios de licenciatura “la gente que lo conocía sabía reconocer sus conocimientos, ya muy desarrollados para su edad. Pero había algo más que lo caracterizaba y lo hacía sobresalir entre los demás maestros y esto era su vocación a la enseñanza y su total entrega a los alumnos.”
Se ha dedicado a la docencia en el nivel medio superior en varias instituciones del Estado de México incorporadas a la UNAM y a la Secretaría de Educación Pública (SEP), como son el Colegio Cristóbal Colón y el Instituto Bilingüe Rudyard Kipling. Para sus alumnos es una persona admirable, “alguien que nos abre las puertas de mundos desconocidos.”
Su labor de investigación comenzó en la Biblioteca Nacional de México. Desde 1978 ha colaborado en el área de investigación del Archivo General de la Nación de México. Ejemplo de ello es el trabajo que realizó en el ramo Expulsión de Españoles, el cual culminó con la publicación de dos tomos del Índice del Ramo de Expulsión de Españoles (Méx., Archivo General de la Nación, 1979-1980).
López Espinoza ha publicado varios libros sobre capítulos trascendentes, “aunque muy poco abordados” -y de ahí la importancia de su obra-, sobre la historia de México, como son: El comandante militar de Lagos (1814 -1821). Partes militares del Coronel Hermenegildo Rebuelta (Méx., Biblioteca de Autores y Temas Laguenses, 1994), Don Pedro Moreno, adalid e insurgente. Documentos inéditos o rarísismos de su vida y obra (Méx., Gobierno de Jalisco, 2005), El prócer olvidado. Vida y obra del Licenciado Don Francisco Primo de Pierio Verdad y Ramos (Méx., Gobierno de Jalisco, 2008), Doña Rita, Heroína y Benemérita de Jalisco (Méx., Gobierno de Jalisco, 2010) y José Rosas Moreno, el fabulista de América : estudio biográfico del poeta "cantor de la niñez" (Méx., edición de autor, 2013).  
Cuenta con varias obras inéditas de carácter histórico, biográfico y de crítica como son: El Real de Comanja en disputa; Los otros comandantes de Lagos; Paremiología popular mexicana; Una mirada al pasado, colección de documentos del siglo XVI al XIX inéditos o muy raros para la historia de Lagos; El padre Miguel Leandro Guerra, estudio biográfico-documental de este ilustre benefactor alteño; Calleja en Los Altos: de Calderón a Guadalajara.
Ha colaborado, además, en varios periódicos, revistas y semanarios. Entre 1976 y 1977 publicó de manera asidua artículos de índole histórica en el semanario Vértice de Lagos de Moreno. Desde 2002 a 2014 participó con artículos en Nuestras Raíces, boletín del Archivo Histórico Municipal de Lagos de Moreno; en el último número, correspondiente a los meses de septiembre - noviembre de 2014, López Espinoza publicó "La bio-grafía de Moreno".  Y desde 2016 colabora en Tlacuilo. Órgano informativo del Colegio Municipal de Cronistas de Lagos de Moreno, A.C.
Para Rogelio López, hacer historia es parte esencial del ser humano: "el hombre tiene esa necesidad, de dejar constancia, de dejar una evidencia de lo que ha acontecido en ese momento, le puedes llamar crónica, anales, memoria, como gustes, pero justamente eso es la Historia, dejar la constancia, la evidencia de lo que uno presenció, de lo que uno vivió de lo que uno investigó."
Asimismo, se ha dedicado a la fotografía, “no como aficionado sino como experto artista del lente.” Hasta 2005, López Espinoza había reunido un acervo de más de tres mil fotografías y transparencias, principalmente de arte colonial mexicano.
En varias ocasiones ha sido mantenedor de los Juegos Florales de Poesía y Cuento de Lagos de Moreno, Jalisco, certamen organizado desde 1903 por el H. Ayuntamiento de Lagos de Moreno y el Patronato de las Instalaciones de la Feria.
A mediados de la primera década del siglo XXI, fue nombrado Cronista Colegiado de Lagos de Moreno, y miembro del Consejo de Cronistas de los Altos de Jalisco. Y en 2017 se convirtió en miembro de la Sociedad Mexicana de Geografía y Estadística.